# Haliotis scalaris
Espèce
Haliotis scalaris est une espèce de mollusques gastéropodes appartenant à la famille des Haliotidae.
- Répartition : Australie.
- Longueur : 11,5 cm.

## Liste des sous-espèces
Selon World Register of Marine Species (25 mai 2010) :
- sous-espèce Haliotis scalaris emmae Reeve, 1846
- sous-espèce Haliotis scalaris scalaris (Leach, 1814)

## Source
- Arianna Fulvo et Roberto Nistri (2005). 350 coquillages du monde entier. Delachaux et Niestlé (Paris) : 256 p.  (ISBN 2-603-01374-2)